# Live at the Opera
Live at the Opera – album koncertowy norweskiego zespołu black metalowego Satyricon z udziałem The Norwegian National Opera Chorus. Wydawnictwo ukazało się 1 maja 2015 roku nakładem wytwórni muzycznej Napalm Records. Występ został zarejestrowany 8 września 2013 roku w Operze w Oslo. Nagrania trafiły do sprzedaży w formie audio i wideo.

## Lista utworów
Opracowano na podstawie materiału źródłowego.
| DVD | DVD                                 | DVD     |
| Nr  | Tytuł utworu                        | Długość |
| --- | ----------------------------------- | ------- |
| 1.  | „Voice Of Shadows”                  | 2:21    |
| 2.  | „Now, Diabolical”                   | 6:07    |
| 3.  | „Repined Bastard Nation”            | 5:42    |
| 4.  | „Our World, It Rumbles Tonight”     | 5:17    |
| 5.  | „Nocturnal Flare”                   | 7:14    |
| 6.  | „Die By My Hand”                    | 7:07    |
| 7.  | „Tro Og Kraft”                      | 6:05    |
| 8.  | „Phoenix (gościnnie: Sivert Høyem)” | 7:28    |
| 9.  | „Den Siste”                         | 7:18    |
| 10. | „The Infinity Of Time And Space”    | 8:47    |
| 11. | „To The Mountains”                  | 8:52    |
| 12. | „The Pentagram Burns”               | 6:25    |
| 13. | „Mother North”                      | 8:23    |
| 14. | „K.I.N.G.”                          | 6:01    |
|     |                                     | 1:33:07 |

| CD 1 | CD 1                                | CD 1    |
| Nr   | Tytuł utworu                        | Długość |
| ---- | ----------------------------------- | ------- |
| 1.   | „Voice Of Shadows”                  | 2:21    |
| 2.   | „Now, Diabolical”                   | 6:07    |
| 3.   | „Repined Bastard Nation”            | 5:42    |
| 4.   | „Our World, It Rumbles Tonight”     | 5:17    |
| 5.   | „Nocturnal Flare”                   | 7:14    |
| 6.   | „Die By My Hand”                    | 7:07    |
| 7.   | „Tro Og Kraft”                      | 6:05    |
| 8.   | „Phoenix (gościnnie: Sivert Høyem)” | 7:28    |
|      |                                     | 47:21   |

| CD 2 | CD 2                             | CD 2    |
| Nr   | Tytuł utworu                     | Długość |
| ---- | -------------------------------- | ------- |
| 1.   | „Den Siste”                      | 7:18    |
| 2.   | „The Infinity Of Time And Space” | 8:47    |
| 3.   | „To The Mountains”               | 8:52    |
| 4.   | „The Pentagram Burns”            | 6:25    |
| 5.   | „Mother North”                   | 8:23    |
| 6.   | „K.I.N.G.”                       | 6:01    |
|      |                                  | 45:46   |

## Twórcy
Opracowano na podstawie materiału źródłowego.
| Zespół Satyricon w składzie - Sigurd "Satyr" Wongraven – śpiew, gitara, miksowanie - Kjetil-Vidar "Frost" Haraldstad – perkusja The Norwegian National Opera Chorus - David Maiwald – dyrygent |  | Dodatkowi muzycy - Sivert Høyem – śpiew (8) - Gildas Le Pape – gitara - Anders Hunstad – instrumenty klawiszowe - Anders Odden – gitara basowa - Steinar Gundersen – gitara |  | Produkcja - Kjetil Bjerkestrand – aranżacje partii chóru - Martin Kvamme – ilustracje - George Tanderø – mastering - Erik Ljunggren – miksowanie - Espen Ixtlan – zdjęcia - Steven Grant Bishop – realizacja nagrań |

## Pozycje na listach
| Lista             | Kraj                 | Pozycja |
| ----------------- | -------------------- | ------- |
| VG-Lista          | Norwegia             | 26      |
| Niemcy            | Media Control Charts | 56      |
| Belgia (Walonia)  | Ultratop             | 183     |
| Belgia (Flandria) | Ultratop             | 178     |